# Automeris foucheri
Automeris foucheri é uma espécie de mariposa do gênero Automeris, da família Saturniidae. Foi descrita por Eugène Louis Bouvier 1927.	